# Кастельєс де Білафранка

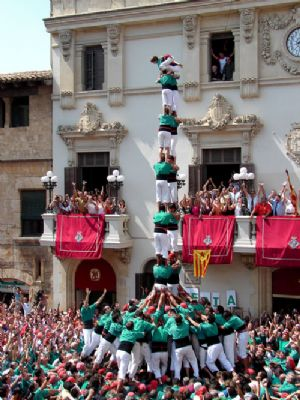
Перша «жива вежа» torre de nou amb folre carregada в історії, «Кастельєс де Білафранка»

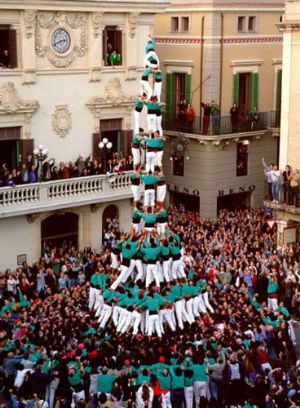
Перша «жива вежа» tres de deu amb folre i manilles carregat в історії, «Кастельєс де Білафранка»

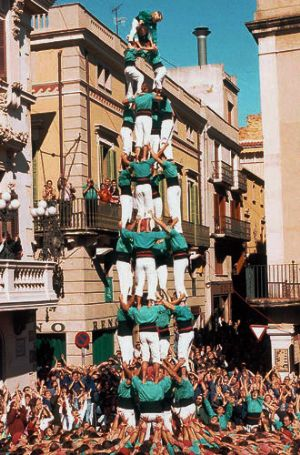
Перша «жива вежа» quatre de nou sense folre, побудована «Кастельєс де Білафранка»

Кастельє́с де Білафра́нка (кат. Castellers de Vilafranca) — культурно-спортивна асоціація, головною метою якої є побудова «живих веж», так званих касте́льс або касте́льш (кат. castells). Асоціацію було засновано у 1948 р., зважаючи на постійно зростаючу зацікавленість загалу до побудови «живих людських веж», у каталонському містечку Білафранка-дал-Панадес (сама традиція побудови веж почала розвиватися ще у XVIII ст.).
Наразі «Кастельєс де Білафранка» об'єднує бл. 400 активних членів різного віку. Штаб-квартирою організації є будівля під назвою Кал Фігаро́т (кат. Cal Figarot) або Ка́за Бі́а Рабанто́с (кат. Casa Via Raventós). Ця будівля знаходиться у центрі містечка, її пристосовано до побудови «живих веж» (наприклад, високі стелі для використання взимку, відкрите внутрішнє подвір'я для весняного, літнього та осіннього періодів).
Асоціація є однією з найбільших громадських організацій у містечку, вона неодноразово представляла каталонському культуру за кордоном. «Кастельєс де Білафранка» має понад п'ятиста офіційних спонсорів, їй надають підтримку кілька громадських та приватних установ. Окрім участі у конкурсах з побудови «живих веж», асоціація також організовує інші культурні заходи, як-от невеликі концерти, поетичні змагання, великі велотурніри, турніри з доміно, конкурси з приготування національних страв і школу побудови «живих веж» для дітей.
Діяльність «Кастельєс де Білафранка» дозволила зберегти і пропагувати каталонському культуру по всій Каталонії та зі її межами. Асоціацію було нагороджено відзнакою уряду Каталонії «Хрестом Святого Георгія».

## Історія
Засновником та першим керівником групи став Уріол Русель (1948-1952 р.р.), пізніше його замінив Рамон Сала (1953-1955 р.р.). Асоціація успішно дебютувала з вежами у сім рівнів, підтримувала близькі стосунки з групами «кастельс» в інших містах. Спочатку члени асоціації носили яскраво-рожеві сорочки, згодом — червоні.
У 1956 р. асоціація практично припинила діяльність через внутрішні суперечки. У 1957 р. «Кастельєс де Білафранка» була реорганізована, був обраний зелений колір для сорочки — він досі залишається візитівкою асоціації. З 1957 до 1968 р. найчастіше будувалися вежі з сімома рівнями, найвищою вежею стала «cinc de set». З 1969 до 1974 р. група значно вдосконалилася, будуючи перші башти з восьмома рівнями: «torre de set», «quatre de vuit», «tres de vuit», "pilar de sis " та «torre de vuit amb folre».
У 1972 р. група виграла Конкурс «живих веж» у Таррагоні, який проводиться що два роки у м. Таррагона на півдні Каталонії. Упродовж тих років керівниками асоціації були Жузеп Падроль (1957-1959 р.р.), Карлас Думенак (1960-1961 р.р.), Жуан Булет (1962-1963 р.р.), Ґабі Мартінес (1964-1969 р.р.), Льюїс Хіменес (1970-1973 р.р.) та знову Ґабі Мартінес.
У 1975 р. асоціацію було докорінно реорганізовано, було здійснено перехід від персоналізованого та виключного лідерства до управління технічною стороною будівництва веж на основі консенсусу всіх членів команди. 1981 рік приніс багато внутрішніх змін, зокрема було вирішено, що членам команди більше не платитимуть індивідуально, що викликало невдоволення. З 1975 по 1982 р.р. часто будувалися вежі з восьмома рівнями.
У 1985 р. було побудовано першу вежу «cinc de vuit». У 1987 р. було побудовано першу вежу «tres» та «quatre de nou amb folre». У 1989 р. було вперше побудовано вежу «tres de nou amb folre», а у 1990 р. — першу вежу «quatre de nou amb folre». Керівником асоціації з 1975 по 1994 рік був Карлас Думенак.
Період з 1995 по 2004 р.р. був для групи найуспішнішим творчим десятиліттям. Упродовж цього періоду було побудовано найвищі та найважчі вежі: «torre de nou amb folre i manilles», «pilar de set amb folre», «pilar de vuit amb folre i manilles» (вперше у XX ст.), «quatre de vuit amb l'agulla» (вперше у XX ст.), «quatre de nou amb folre i l'agulla» (вперше в історії), «cinc de nou amb folre», а також одночасно «tres» та «quatre de nou amb folre» (вперше і востаннє). Асоціація виграла змагання Конкурс «живих веж» у Таррагоні у 1996, 1998, 2002, 2004 та 2006 роках. У 2005 році «Кастельєс де Білафранка» побудувала вежу «torre de nou amb folre», яка вважається найважчою вежею з усіх побудованих до сьогодні. Франсеск Мурену «Мелілья» був керівником «Кастельєс де Білафранка» з 1995 по 2003 р., Льюїс Аскласанс з 2004 до 2007 р. Давид Мірет був обраний новим керівником асоціації у грудні 2007 р.

## Галерея

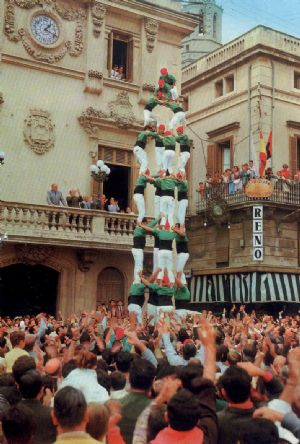
Перша вежа quatre de vuit carregat, 12 жовтня 1969 р.
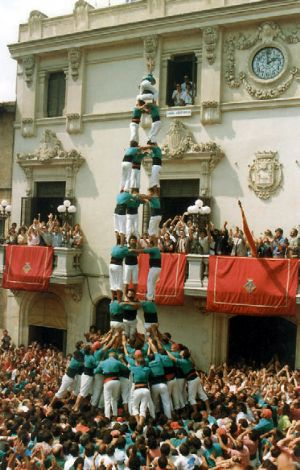
Перша вежа tres de nou descarregat, 30 серпня 1989 р.
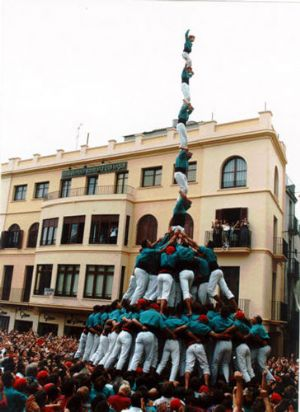
Перша вежа pilar de vuit descarregat, 28 вересня 1997 р.
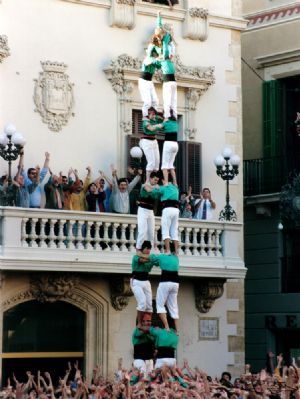
Перша вежа torre de vuit sense folre carregada, 1 листопада 1999 р.
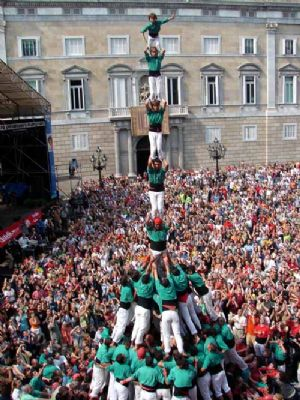
Перша вежа pilar de vuit amb folre i manilles descarregat, Барселона, 25 вересня 2005 р.
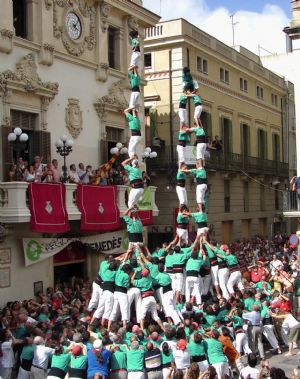
Перші вежі torre de vuit amb folre та pilar de set amb folre descarregats, 31 серпня 2006 р.
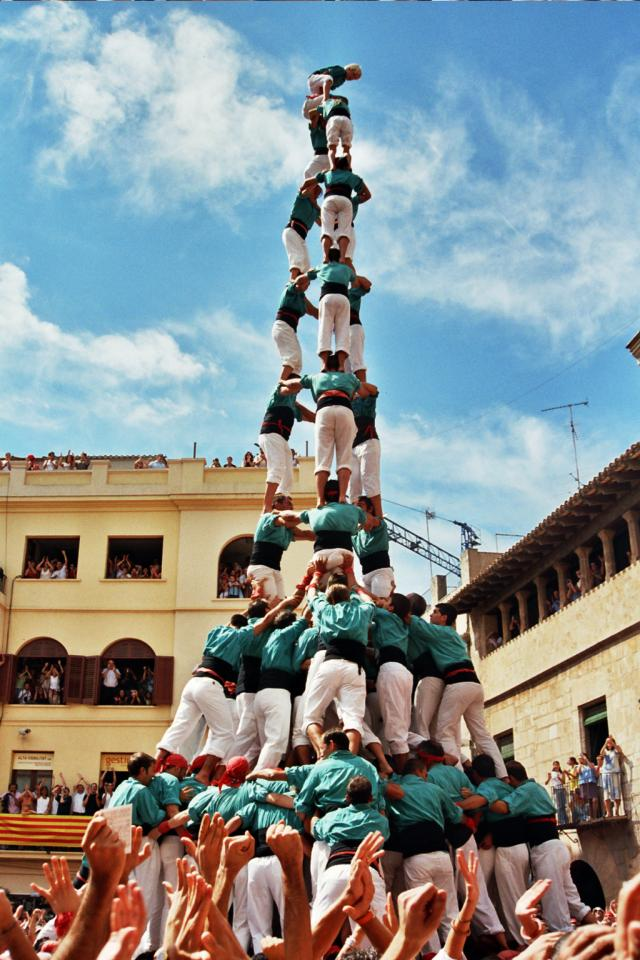
Вежа tres de deu amb folre i manilles
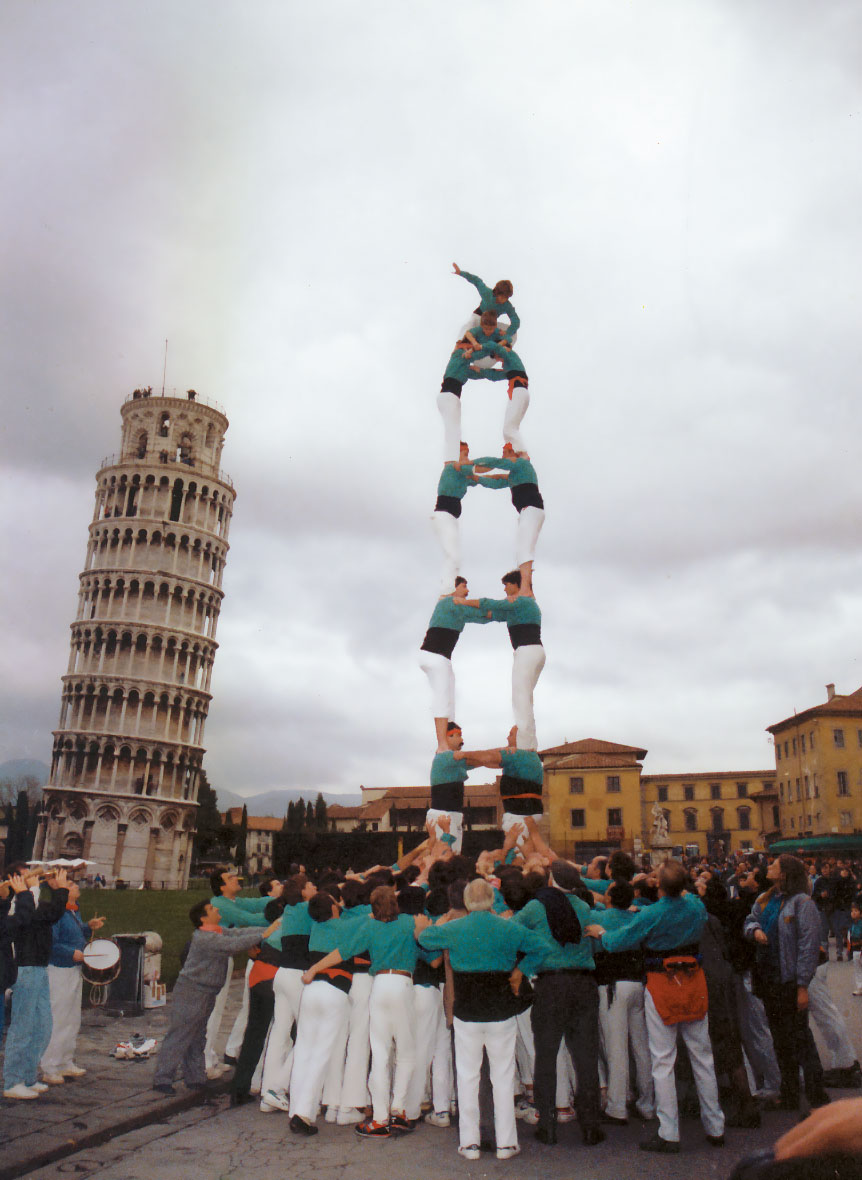
«Жива вежа» у Пізі, 1988 р.
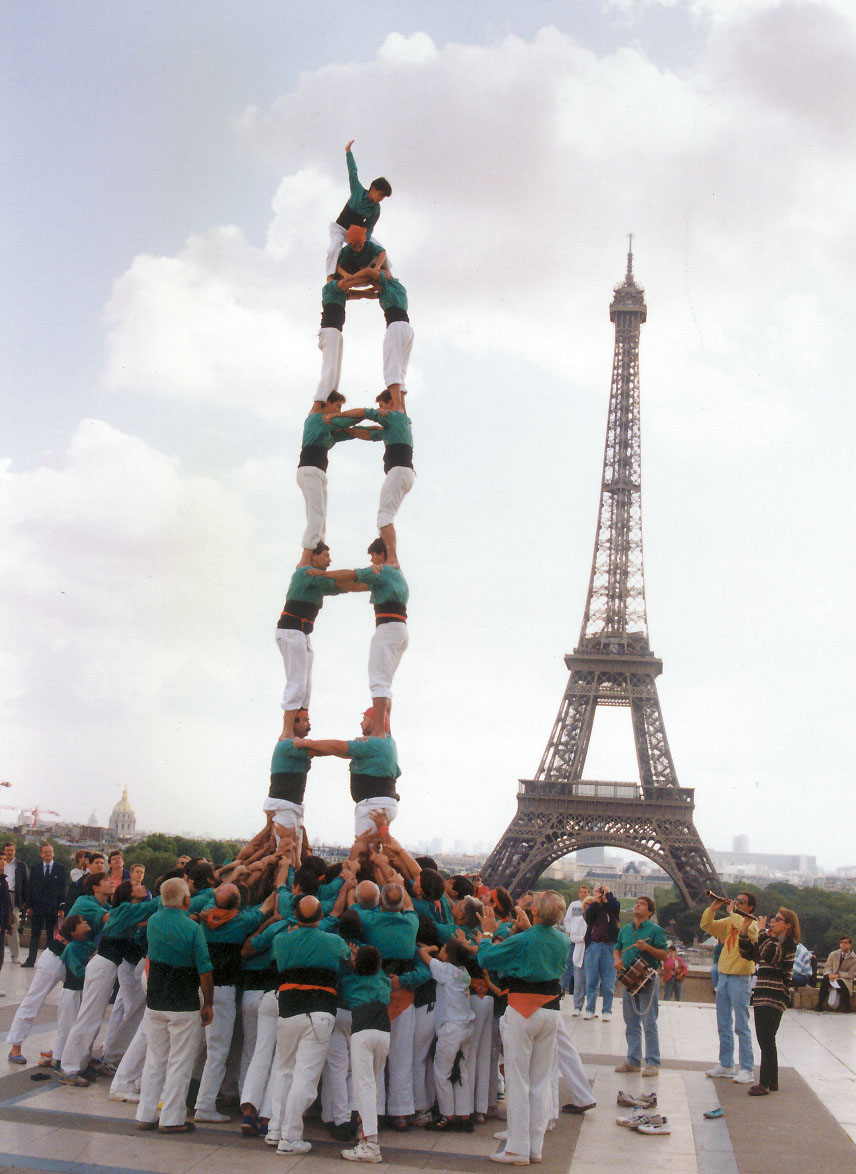
«Жива вежа» у Парижі, 1993 р.
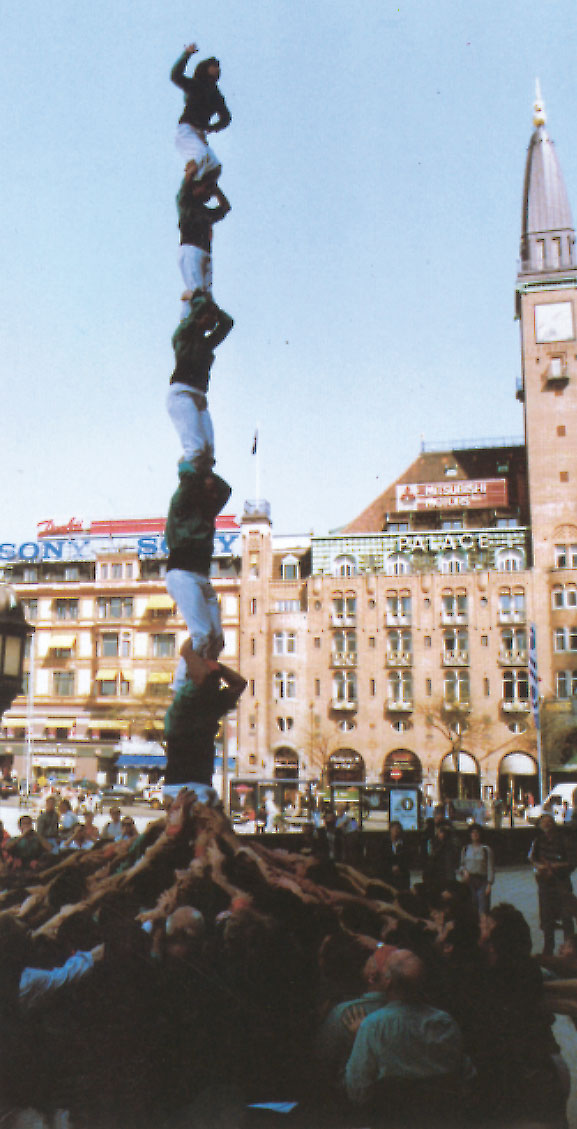
«Жива вежа» у Копенгагені, 1996 р.